# Windvane Hill
Der Windvane Hill (von englisch wind vane ‚Windfahne‘) ist ein kleiner Hügel auf der Westseite der antarktischen Ross-Insel. Er ragt unmittelbar nordöstlich des Ausläufers von Kap Evans auf.
Teilnehmer der Terra-Nova-Expedition (1910–1913) unter der Leitung des britischen Polarforschers Robert Falcon Scott benannten ihn nach der hier von ihnen errichteten Anemometerstation.